# Drachenfels (Schiff, 1900)
Die 1900 in Dienst gestellte zweite Drachenfels der Deutschen Dampfschiffahrtsgesellschaft „Hansa“ (DDG „Hansa“) war ein Einzelschiff und das erste Schiff der Reederei von über 7000 BRT.
1914 suchte die Drachenfels Zuflucht in Sabang im neutralen Niederländisch-Indien, musste aber 1919 an Großbritannien ausgeliefert werden. Die Reederei Ellerman & Bucknall erwarb 1920 das Schiff und setzte es als Kasenga ein. 1929 wurde es nach Italien verkauft. Die in Adelia umbenannte ehemalige Drachenfels wurde im September 1933 abgebrochen.

## Geschichte des Schiffes
Die zweite Drachenfels der DDG „Hansa“ war von 1900 bis 1911 das größte Schiff der Bremer Frachtschiffsreederei. Das gleich nach der Jahrhundertwende in Dienst gestellte Schiff war mit 7217 BRT erheblich größer als die Standardschiffe der Reederei mit ihrer Größe von ca. 5500 BRT und insbesondere der gleichzeitig bestellten Weissenfels von nur 3926 BRT.
Bauwerft der Drachenfels war die Werft von Wigham Richardson in Newcastle, die mit der ersten Ehrenfels zu den ersten Lieferanten gehört hatte und die ab 1895 zum Hauptlieferanten der Reederei wurde. Von 1895 bis 1900 lieferte diese Werft von 16 Neubauten zehn, beginnend mit der Goldenfels bis zur Wartburg. Die Werft belieferte aber auch andere deutsche Reedereien. Das unmittelbar vor der Drachenfels gefertigte Schiff war die Hannover des NDL.
Die 139 m lange Drachenfels wurde von einer Vierfach-Expansionsmaschine von 2700 PS angetrieben und konnte bis zu 11,5 kn laufen. Sie war das erste Schiff der DDG „Hansa“ mit über 10.000 t Tragfähigkeit. Erst 1911 beschaffte die Reederei mit der zweiten Goldenfels, dem letzten in Großbritannien bestellten Neubau der Reederei, und der von der AG Weser gebauten O.J.D. Ahlers zwei ähnlich große Schiffe.
Bei Ausbruch des Ersten Weltkriegs befand sich die Drachenfels in Niederländisch-Indien und lief Sabang an, wo es die nächsten fünf Jahre verblieb.

### Unter anderen Flaggen
Da auch die in neutralen Häfen verbliebenen deutschen Handelsschiffe nach den Kapitulationsbedingungen ausgeliefert werden mussten, ging das Schiff am 11. November 1919 in britischen Besitz über und wurde anfangs von der British India Steam Navigation bereedert. Die Reederei Ellerman & Bucknall erwarb 1920 das Schiff und setzte es als Kasenga ein. Sie erhielt den Namen eines 1907 bei Armstrong gebauten Frachtschiffes der Reederei, das 1917 durch ein U-Boot versenkt worden war.
Im Mai 1929 wurde es nach Italien an die I.N.S.A. (Industria Navali Societa Anonima) in Genua verkauft. Die in Adelia umbenannte ehemalige Drachenfels wurde im September 1933 abgebrochen.

## Weitere Schiffe mit dem NamenDrachenfels
Die erste Drachenfels, benannt nach der Burg Drachenfels (Siebengebirge) gehörte zu den drei Dampfern, die 1882 bereits im Bau befindlich als erste Schiffe für die neugegründete DDG „Hansa“ in Großbritannien angekauft wurden.

| Name            | Bauwerft                   | BRT tdw     | Stapellauf in Dienst  | Weiteres Schicksal |
| --------------- | -------------------------- | ----------- | --------------------- | --- |
| Drachenfels (1) | Sunderland Shb. BauNr. 110 | 2251 3250   | 01.1882 18.03.1882    | Ankauf im Februar 1882 als zweites Schiff der Gesellschaft, August 1892 in Helsingør neue Kesselanlage eingebaut, 1898 nach Norwegen verkauft: Kvarven, 14. Juni 1905 vor Japan gestrandet |
| Drachenfels (3) | Howaldt BauNr. 594         | 6342 9479   | 06.1921 13.09.1921    | Sturmfels-Klasse (11 Schwesterschiffe), 1939 Zuflucht in Mormugoa, 9. März 1943 selbst versenkt                                                                                            |
| Drachenfels (4) | AG Weser BauNr. 1269       | 5781 10.312 | 24.02.1953 14.04.1953 | Ehrenfels-Klasse (4 Schwesterschiffe), 1972 Tharaleos, 1981 Intra Traveller, 1982 Abbruch in Pakistan                                                                                      |
| Drachenfels (5) | Helsingør Værft BauNr. 408 | 5991 6904   | 9.02.1976 1.07.1976   | ex Dana Gloria, September 1976 bis 1978 von DFDS gechartert |